# Entente provinciale de football de Kinshasa
L’Entente provinciale de football de Kinshasa (Epfkin) est le championnat football d'élite de la ville de Kinshasa. Elle est composée de 32 équipes réparties en deux poules depuis la saison sportive 2021-2022,. Le championnat de l'EPF-KIN s'est clôturé depuis le 12 mai 2022 avec le sacre du FC Feneline en finale face à l'AC Ujana. Cette Ligue fait partie de la Fédération congolaise de football association (FECOFA). Alain Tsepuk est l'actuel président depuis 2020 il avait remplacé Nzingat 2020 et est remplacé par Alain Tsepuk,.
En 2012, l’EPFKIN devient une 2e Division, à la suite de la création d’une 1re Division répartie en trois groupes.
En 2018, l’EPFKIN devient une 3e Division, à la suite de la création d’une 2e Division répartie en trois groupes.

## Palmarès[5]

### Palmarès par club
| Clubs               | Titres | Années |
| AS Vita Club        | 33     | 1937, 1938, 1940, 1942, 1946, 1947, 1950, 1953, 1954, 1957, 1958, 1965, 1967, 1969, 1970, 1971, 1974, 1976, 1979, 1984, 1987, 1992, 1993, 1996, 1997, 1998, 2001, 2002, 2004, 2005, 2009, 2010, 2011 |
| DCMP                | 15     | 1963, 1968, 1972, 1973, 1977, 1980, 1985, 1986, 1988, 1994, 1995, 2000, 2003, 2006, 2007, |
| FC Union            | 9      | 1924, 1925, 1926, 1929, 1930, 1932, 1933, 1935, 1936 |
| Dragons             | 9      | 1948, 1951, 1952, 1960, 1964, 1966, 1978, 1981, 1983 |
| FC Daring           | 4      | 1943, 1949, 1955, 1956 |
| FC Léo 1            | 2      | 1919, 1920 |
| CS Léo 1            | 2      | 1922, 1923 |
| FC Standard         | 2      | 1931, 1939 |
| FC Union Infanterie | 2      | 1961, 1962 |
| US Timo Sport       | 2      | 1989, 1990 |
| AC Matonge          | 2      | 1944, 1982 |
| Coastem FC          | 1      | 1918 |
| FC Léo 2            | 1      | 1921 |
| FC Mutuelle         | 1      | 1927 |
| Congo Club          | 1      | 1928 |
| FC Etoile           | 1      | 1934 |
| Cercle Sport        | 1      | 1941 |
| Daring Club         | 1      | 1945 |
| US Bilombe          | 1      | 1975 |
| TP Bingo            | 1      | 1991 |
| Canon Buromeca      | 1      | 2008, |
| AS Rojolu           | 1      | 2011 |
| Shark XI FC         | 1      | 2013 |
| RCK                 | 1      | 2014 |
| Arc-en-ciel         | 1      | 2015 |
| FC Renaissance      | 1      | 2016 |
| AC Rangers          | 1      | 2017, |
| JSK                 | 1      | 2018 |
| AC Kuya Sport       | 1      | 2019, |
| Dijack FC           | 1      | 2020, |
| New Jack FC         | 1      | 2021, |
| FC Feneline         | 1      | 2022 |
| AF Anges Verts      | 1      | 2023 |
| FC Robi             | 1      | 2024 |

## Clubs participants en 2024-2025
- IC Kalamu
- AC Normands
- ELK 47 FC
- OC Jupiter
- SC Les Mages
- TP Les Croyants
- AC Kratos
- AS PJSK
- AF Liwanda
- FC Standard
- AS Bol's
- AC Monzo
- AS Ejeuna
- FC Aigle Royal
- SFC Limete
- JS Wangata
- AF St Christian
- Ajax Sport SC
- RC Matete
- AC Kayolo
- RC Bumbu
- FC Fonak
- FC Trinité
- FC Nouvelle Vie
- FC Espoir MKD
- OC Dumez
- RC Promesse
- Celeste AFC
- FC Arc-en-Ciel
- AJ Vainqueurs

## Statistiques

### Meilleures joueurs
| Année | Joueurs                          | Club                      |
| ----- | -------------------------------- | ------------------------- |
| 1957  | André Assaka                     | AS Victoria Club          |
| 2011  | Yves Angani Kayiba               | FC Système                |
| 2014  | Ricky Tulenge                    | AS Dragons                |
| 2015  | Jimmy Bayindula & Ducapel Moloko | JS Kinshasa & AC Rangers  |
| 2016  | Pitshou Matumona                 | FC Renaissance            |
| 2017  | Nsadisa Kalumayi & Vau Muzetu    | AC Rangers & JS Kinshasa  |
| 2019  | William Likuta et Mbidi Nzeza    | AC Ujana & AC Réal de Kin |
| 2021  | Fabien Luvale                    | AC Ujana                  |

### Meilleures buteurs
| Année | Joueurs             | Club             | Buts |
| ----- | ------------------- | ---------------- | ---- |
| 1957  | André Assaka        | AS Victoria Club | 54   |
| 1972  | Etepe Kakoko        | DC Motema Pembe  | 34   |
| 2004  | Dieumerci Mbokani   | Bel'Or           | 16   |
| 2005  | Patrick Batshi      | AS Vita Club     | 17   |
| 2007  | Jean-Paul Eale      | DC Motema Pembe  | 13   |
| 2007  | Etimi Kindenge      | FC MK Étanchéité | 13   |
| 2008  | Serge Lofo          | AS Vita Club     | 20   |
| 2009  | Junior Kabananga    | FC MK Étanchéité | 27   |
| 2011  | Yves Angani Kayiba  | FC Système       | 28   |
| 2014  | Kalombo Diba        | RC Bilima        | 16   |
| 2015  | Vinny Bongonga      | SC Arc-en-ciel   | 32   |
| 2016  | Junior Wane Leba    | AC Rangers       | 34   |
| 2017  | Ntandu Ndombele     | FC Nzakimuena    | 26   |
| 2019  | King Musuadi Glodi  | AC Réal de Kin   | 20   |
| 2021  | Élie Mpanzu,        | AJ Vainqueurs    | 28   |
| 2024  | Richie Nkoli Beloke | FC Robi          | 21   |

## Galerie

Logo en 2014
2019-2020